# Louwrens Hanedoes

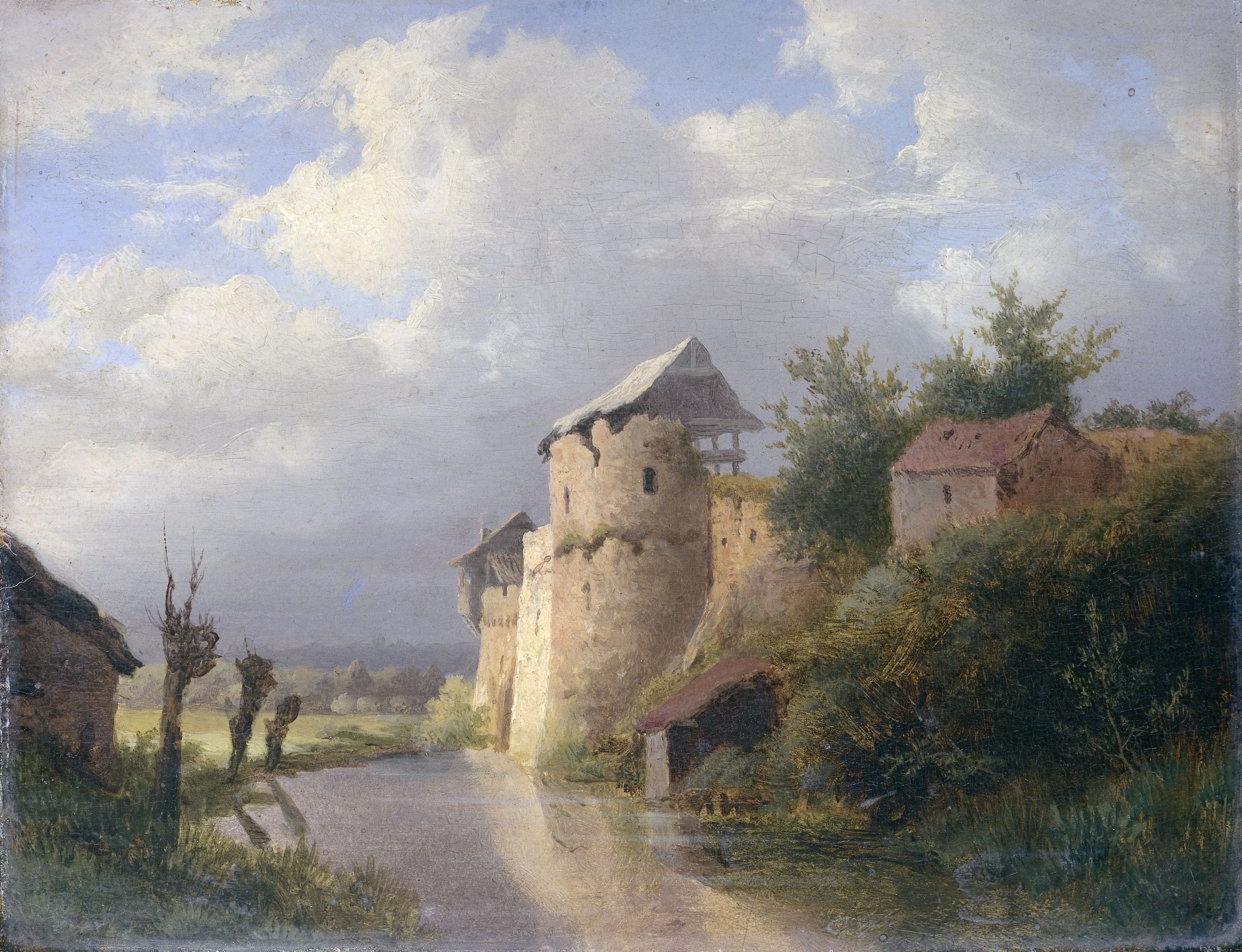
Das alte Schloss

Louwrens Hanedoes (* 14. Juli 1822 in Woudrichem; † 9. Februar 1905 ebenda) war ein niederländischer Landschaftsmaler und Radierer.
Hanedoes studierte von 1839 bis 1840 an der Koninklijke Academie van Beeldende Kunsten in Den Haag und anschließend bei Barend Cornelis Koekkoek und Cornelis Kruseman. Er studierte gemeinsam mit Charles Rochussen und Willem Roelofs. 
Anfangs arbeitete er im Stil der Klever Romantik, hauptsächlich unter dem Einfluss von Koekkoek. Er malte hauptsächlich Landschaften und reiste in Berggebiete wie die Eifel, die Auvergne, die Pyrenäen und die Schweiz. In den Niederlanden arbeitete er oft in der Nähe von Arnhem und Oosterbeek. Charles Rochussen und andere Maler haben seine Wald- und Dünenansichten wiederholt mit Figuren geschmückt. Ab 1849 war er Mitglied des Pulchri Studio.
Um 1850 besuchte Hanedoes als einer der ersten niederländischen Maler die Künstlerkolonie Barbizon, woraufhin er zu einem realistischeren Stil wechselte. Er leitete die Entstehung der Haager Schule ein. 
1863 wurde Hanedoes zum Ritter des Leopoldsorden ernannt. Danach nahm seine Produktivität als Maler allmählich ab. Später zog er sich in den Landsitz seiner Eltern zurück, das Gut Kraaiveld in Woudrichem. Dort starb er 1905 unverheiratet im Alter von 82 Jahren. 
Seine Werke befinden sich in den Sammlungen des Dordrechts Museums, des Gemeentemuseums Den Haag, des Museums Arnhem, des Teylers-Museums, des Frans-Hals-Museums, des Museums Boijmans Van Beuningen und des Rijksmuseums Amsterdam.